# Muzeum Narodowe Gibraltaru
Muzeum Narodowe Gibraltaru, Muzeum Gibraltarskie (ang. Gibraltar National Museum) – muzeum na Gibraltarze założone w 1930 roku, gromadzące głównie zbiory dotyczące historii i przyrody Gibraltaru.

## Historia
Pomysł założenia muzeum na Gibraltarze pojawił się już w 1830 roku. Muzeum powstało ostatecznie z inicjatywy gubernatora Gibraltaru, gen. Alexandera Johna Godleya, otwarto je 23 lipca 1930 roku. Podczas II wojny światowej budynek muzeum służył jako magazyn żywności. W 1959 roku liczba zwiedzających przekroczyła 12 000, co było najwyższym wynikiem od założenia muzeum. Do lat 70. XX wieku muzeum miało tylko jednego pracownika–kuratora. W 2018 roku zmieniono nazwę placówki na Gibraltar National Museum na podstawie Heritage and Antiquities Act 2018.
Logo muzeum stanowi wizerunek amforiskosa znalezionego w Jaskini Gorhama. Muzeum organizuje wycieczki z przewodnikiem z oprowadzaniem po tejże jaskini. Muzeum jest otwarte od poniedziałku do soboty, wstęp jest płatny.

## Budynek muzeum
Siedziba muzeum zwana Ordinance House (i przylegający Bomb House) chociaż z zewnątrz przypomina pozostałe gibraltarskie budynki z XVIII wieku jest najstarszym znanym budynkiem na Gibraltarze, który ponadto reprezentuje ślady wszystkich epok historii Gibraltaru, w tym jedyne budowlane ślady bytności Almohadów na Gibraltarze. W podziemiach muzeum znajdują się mauretańskie łaźnie z XIV wieku, z czasów dynastii Marynidów (być może stanowiły one część pałacu), jest to najpewniej najlepiej zachowany taki obiekt w Europie.

## Zbiory
Muzeum ma w swojej kolekcji eksponaty związane z historią i przyrodą Gibraltaru, w tym zbiory archeologiczne, starodruki i fotografie. Dla zwiedzających przygotowano audiowizualną prezentację o Neandertalczykach, którzy zamieszkiwali Gibraltar. Wystawy muzealne obejmują: sale dotyczące czasów starożytnych z artefaktami neolitycznymi, fenickimi, kartagińskimi, łaźnie mauretańskie, wystawę akwareli Fredericka Leedsa Edridge’a z 1. połowy XIX wieku, galerię artefaktów z wielkiego oblężenia Gibraltaru, salę filmową z materiałem o rekonstrukcji wyglądu twarzy neandertalczyków. W ogrodzie muzealnym znajduje się plenerowa wystawa archeologiczna: studnia z XVI wieku, cysterna z XVI wieku, kanały z XIX wieku.

## Galeria

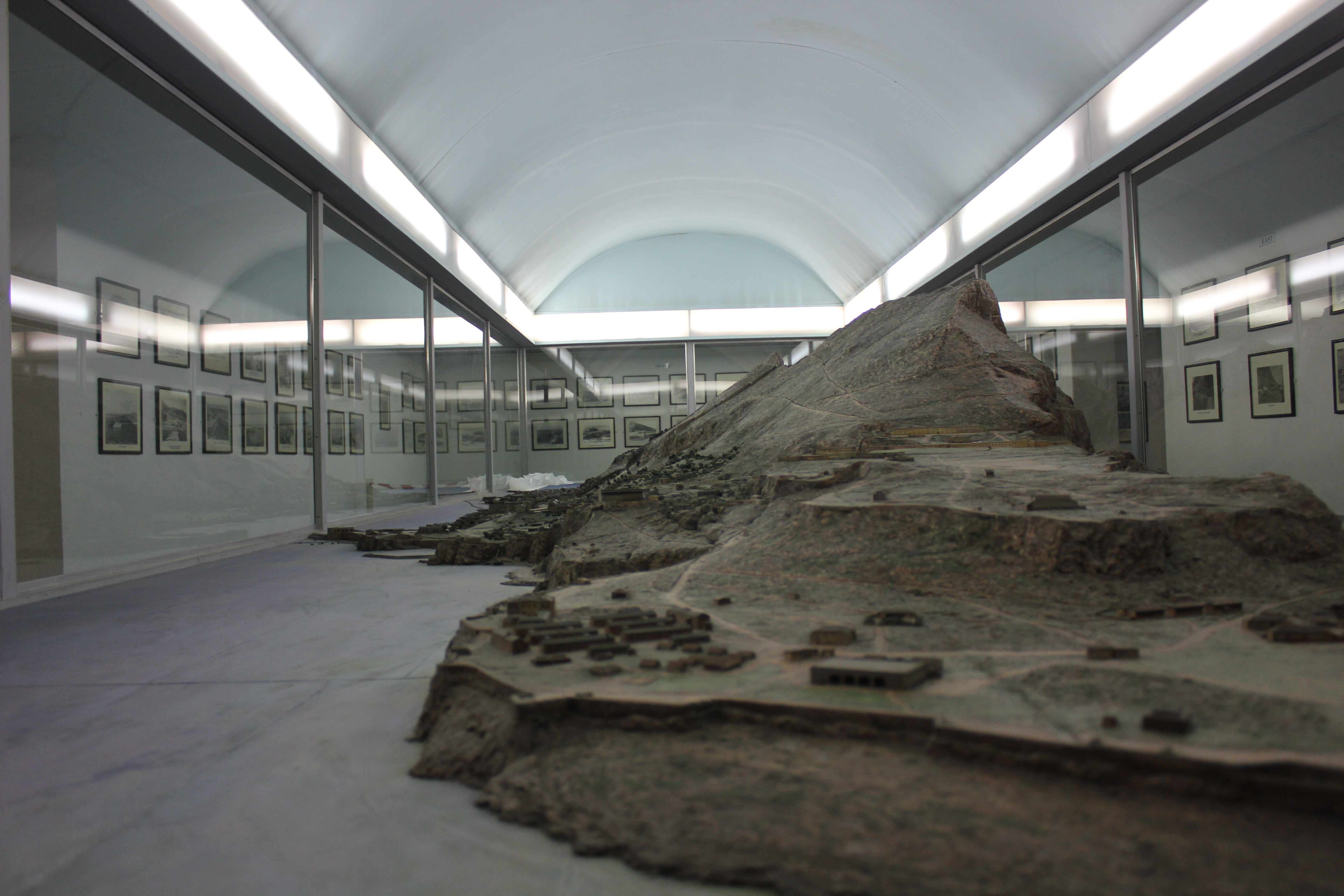
Sala z makietą Gibraltaru (2011)
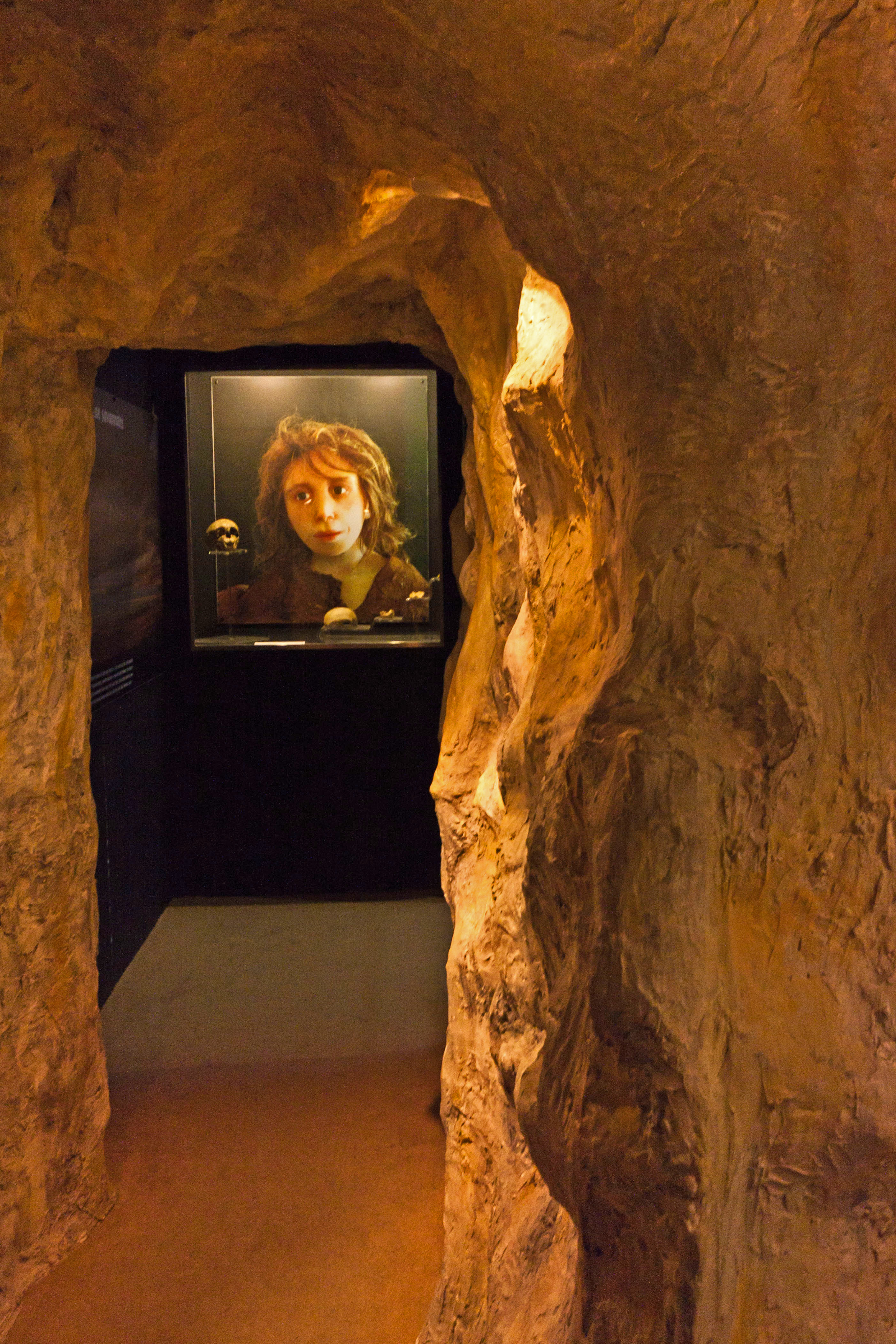
Wystawa o neandertalczykach (2010)
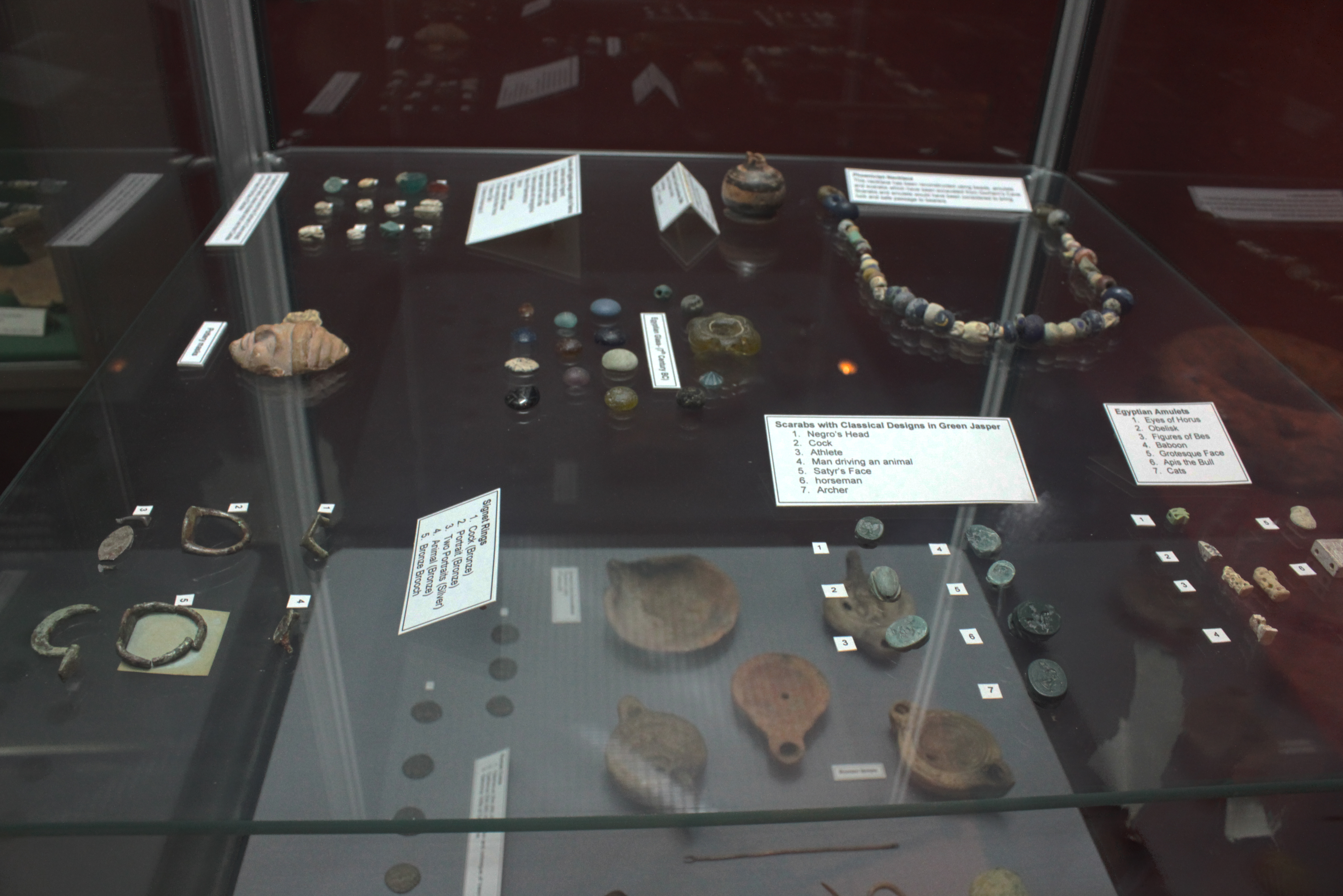
Wystawa biżuterii i amuletów (2011)
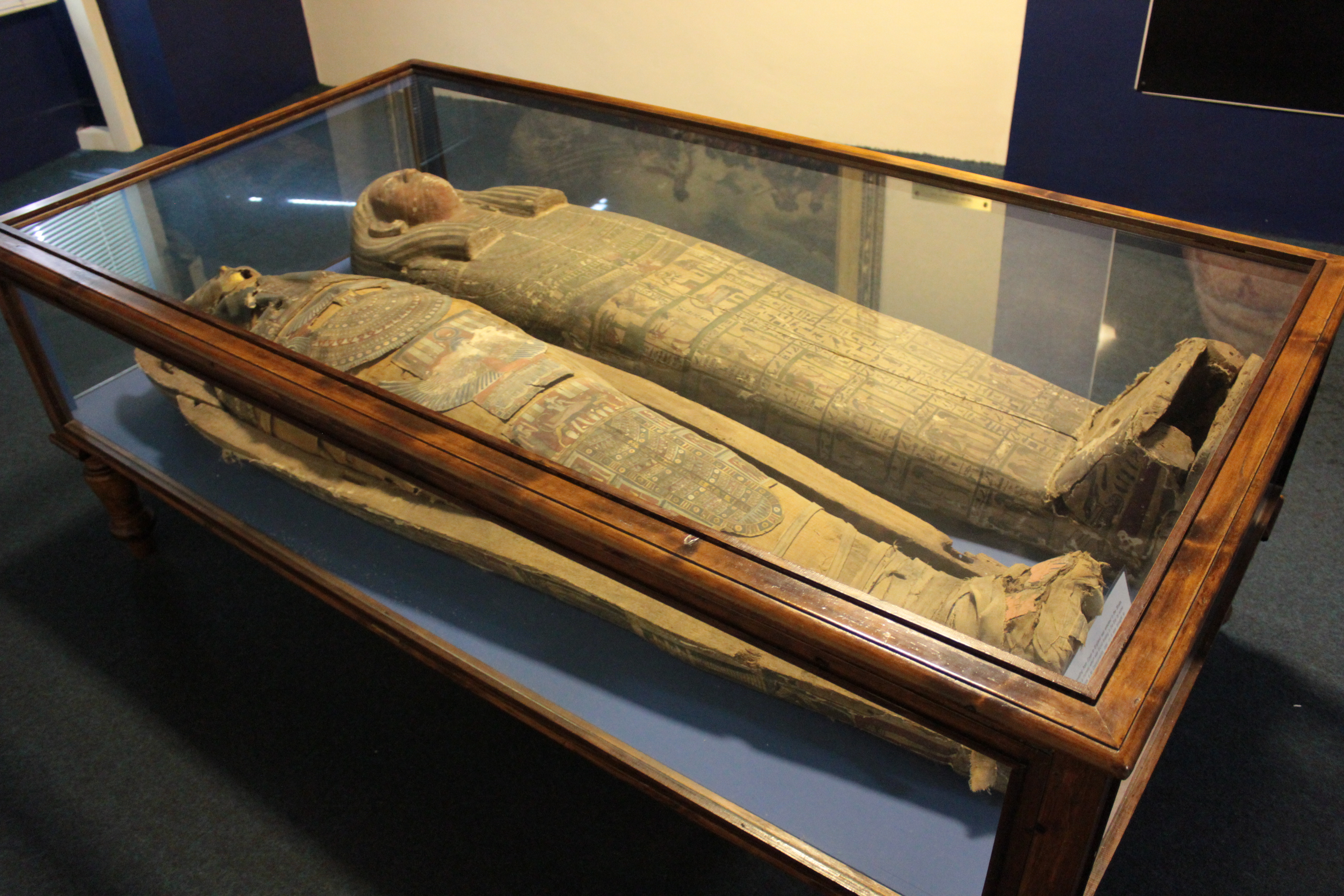
Gablota z trumnami mumii egipskich (2011)
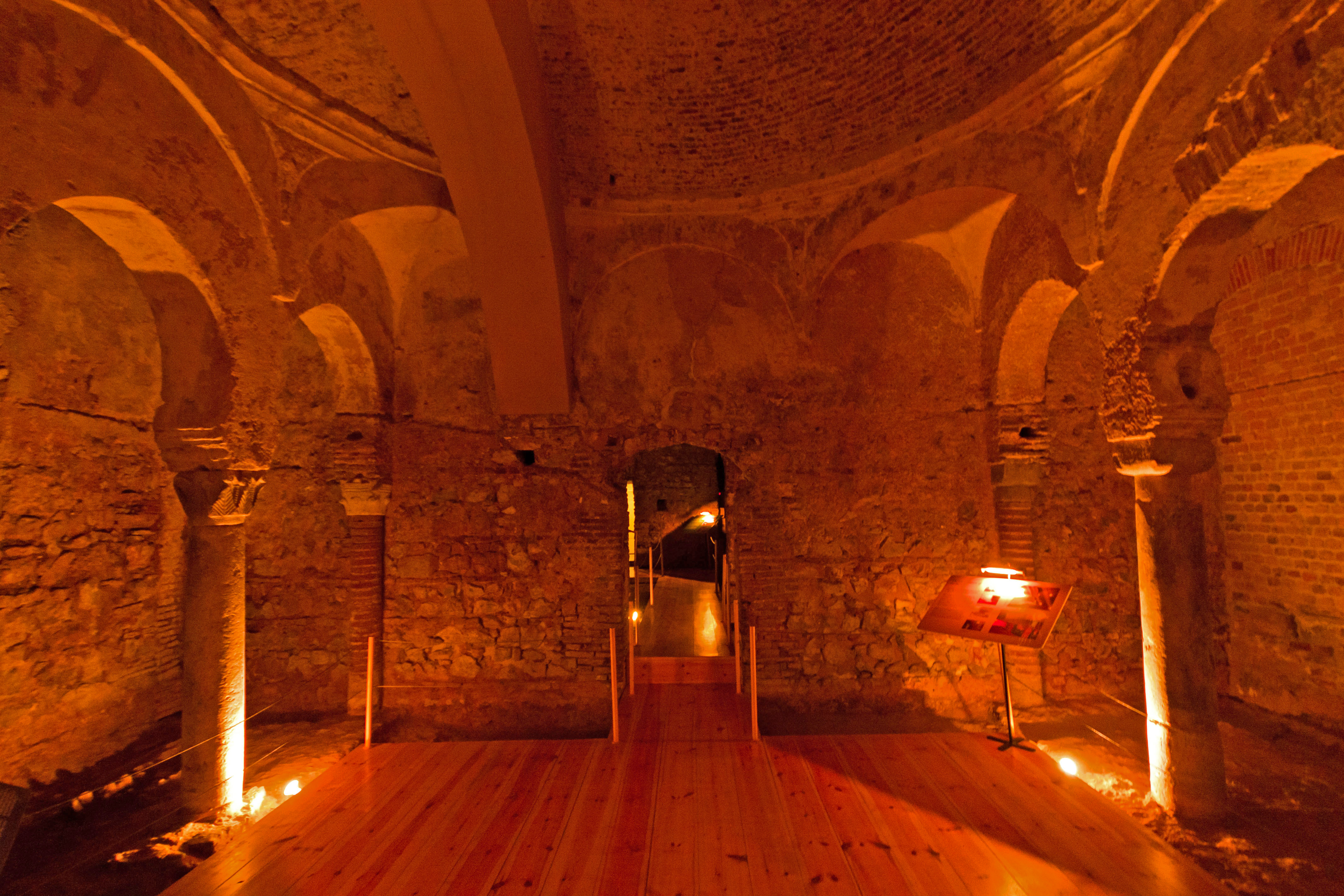
Łaźnia mauretańska w podziemiach (2010)
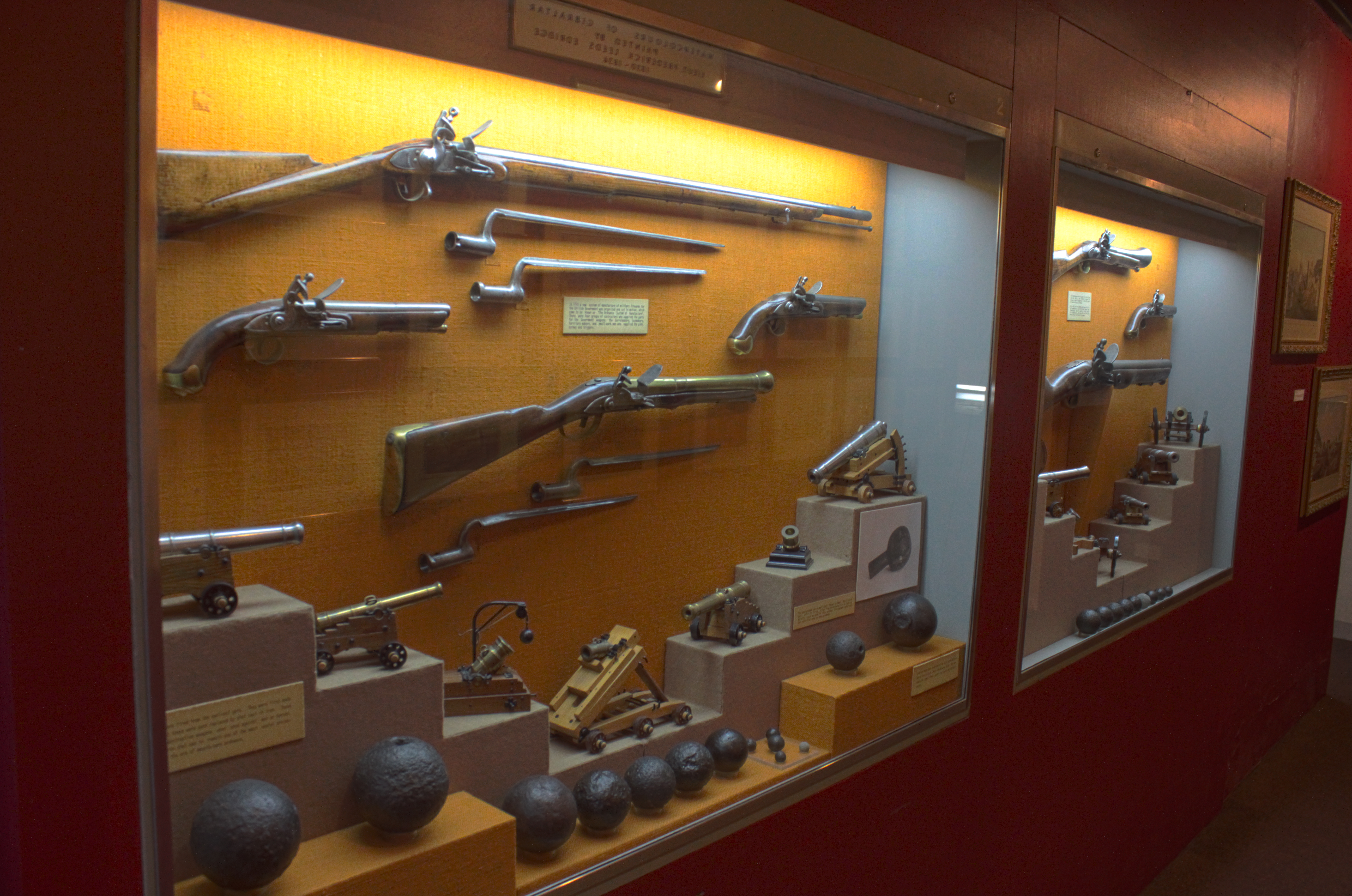
Gabloty z bronią (2011)
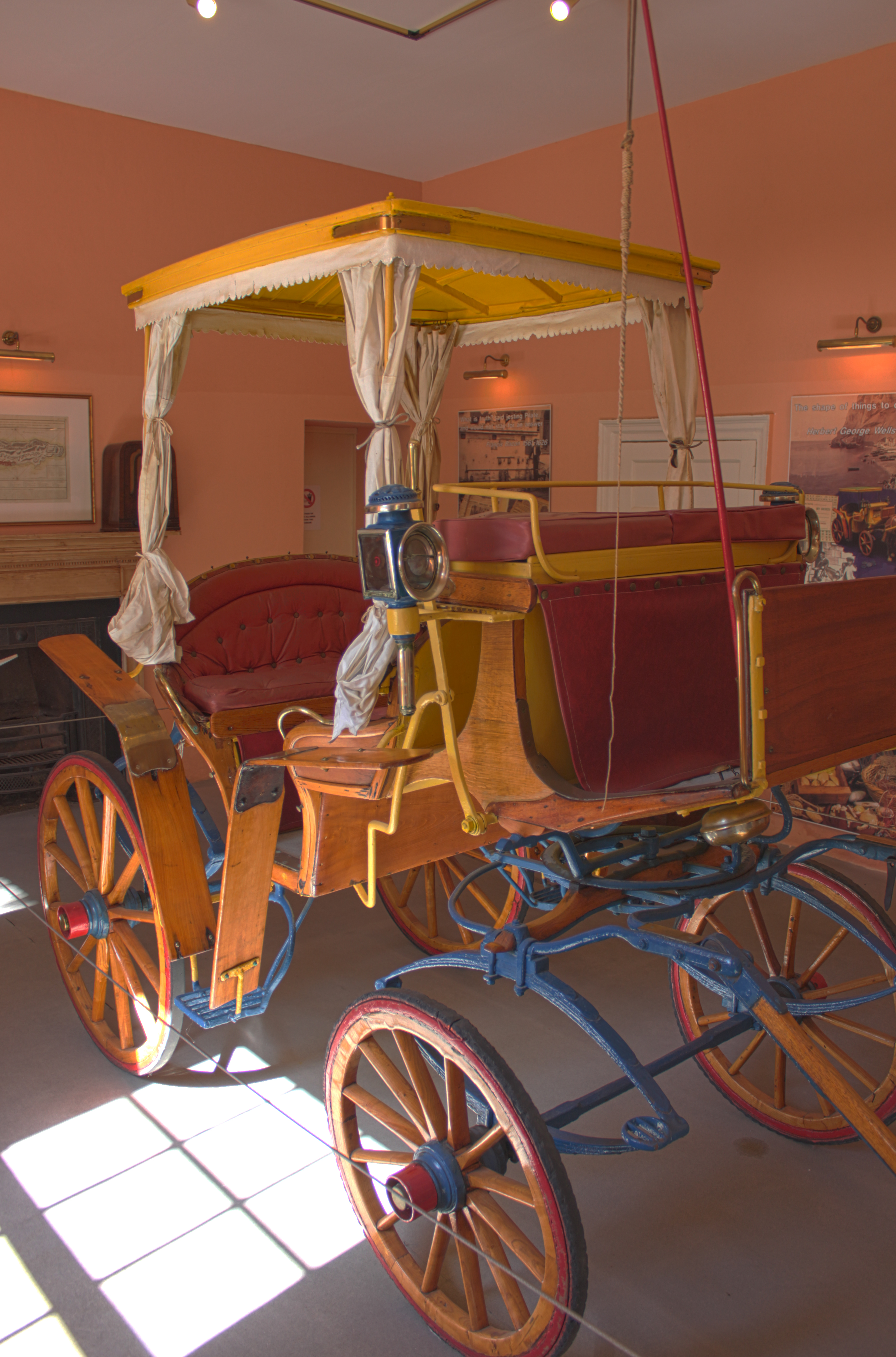
Powóz (2011)
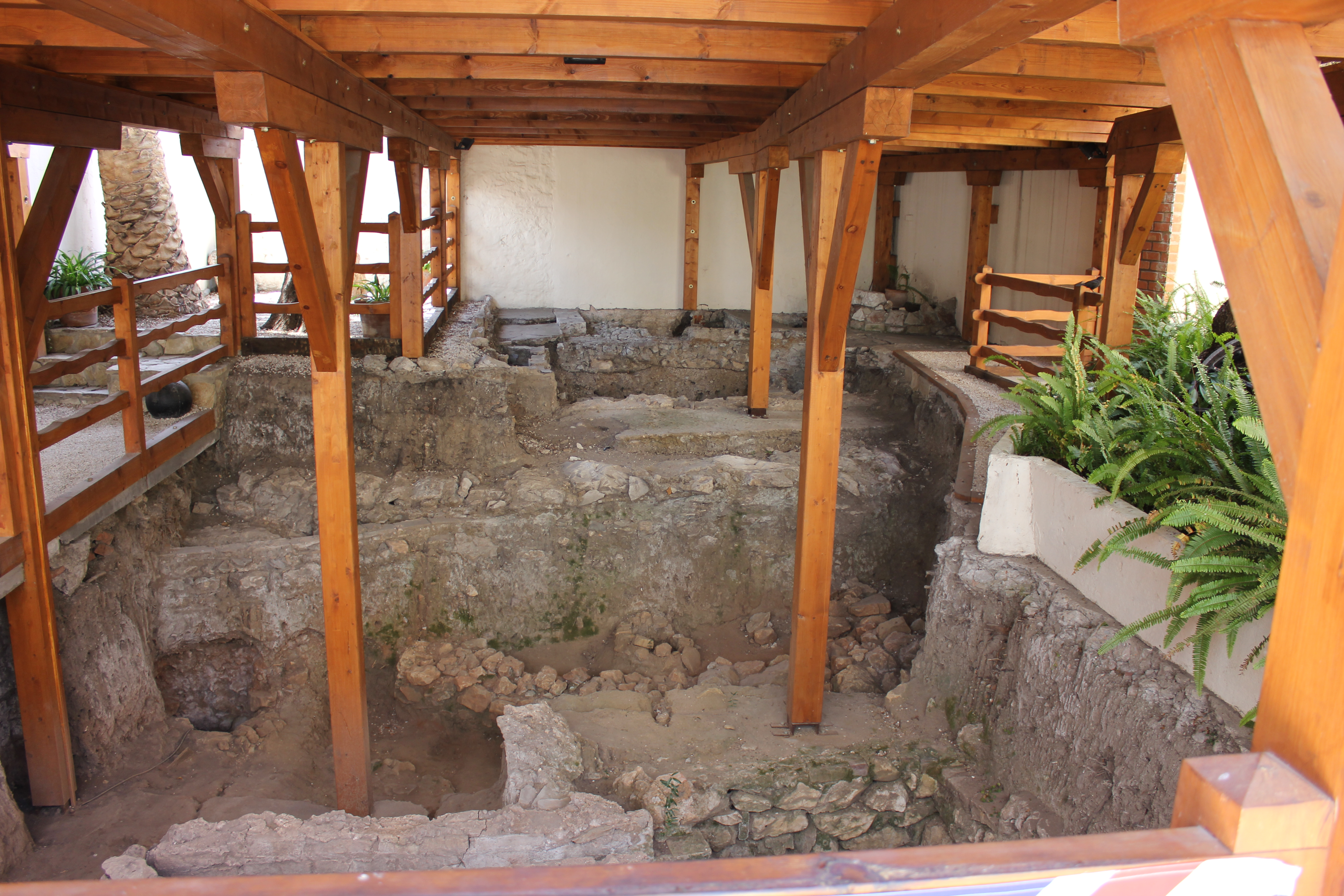
Zadaszona plenerowa wystawa archeologiczna (2011)